# Ligne de Pons à Saujon
La ligne de Pons à Saujon est une ligne ferroviaire française à écartement standard et à voie unique non électrifiée entièrement située dans le département de la Charente-Maritime.
Mise en service en 1875 par la Compagnie du chemin de fer de la Seudre, elle est fermée aux voyageurs en 1939, puis partiellement déclassée en 1964.

## Histoire

### Origine
Dès 1855, les habitants et élus de Royan s'intéressent au chemin de fer. Le projet se précise dans les années 1860 avec l'étude d'un tracé de ligne de Niort à Royan par Saint-Jean-d'Angély réalisé par Anatole Lemercier en 1863. Ce projet n'a pas de suite et est remplacé par deux nouveaux projets, de Rochefort à Royan avec un bac pour traverser la Seudre et de Pons à Royan via Saujon. La lutte d'influence entre les deux groupes de partisans est virulente et publique par des articles de presse notamment. Finalement le choix se porte sur une ligne de Pons à Royan et la Tremblade et la création de la Compagnie du chemin de fer de la Seudre, le 9 mai 1867, pour soutenir et réaliser ce projet. Mais le financement pose problème et réactive les luttes politiques partisanes. Pour sortir de l'impasse un projet à voie métrique, au coût moindre, est proposé par l'ingénieur Louis Dagall. Adopté en 1869 par le conseil municipal ce projet reste à l'état d'ébauche.

### Chemin de fer d'intérêt local
Le 12 février 1872, le préfet du département de la Charente-Inférieure, agissant au nom du département, signe une convention avec Louis Richard, ingénieur principal de la Compagnie des chemins de fer des Charentes, chevalier de la Légion d'honneur, domicilié au no 31 de la rue Billault à Paris, et Hubert Desgranges, ingénieur civil, chevalier de la Légion d'honneur, domicilié au no 135 du boulevard Haussmann également à Paris. L'objet de cette convention est l'attribution d'une concession, de 99 ans, pour un « chemin de fer de Pons à Royan avec embranchement sur Tremblade ». MM. Richard et Desgranges s'engagent notamment à construire et exploiter ce chemin de fer dans un délai de deux ans à partir de la date du décret déclaratif d'utilité publique et à se domicilier à Saintes. Un avenant, signé le 16 octobre 1872, complète le registre des subventions que doivent recevoir les concessionnaires par une somme de 80 600 francs promise par diverses communes.
Un décret du 15 janvier 1873, déclare d'utilité publique un « chemin de fer d'intérêt local de Pons à la Tremblade, avec embranchement de Saujon sur Royan ». Il autorise le département à pourvoir à son exécution suivant notamment les clauses et conventions passées le 12 février et le 16 octobre 1872. Pour cette réalisation, il est alloué au département une subvention de 750 300 francs.
Les chantiers de construction de la ligne sont ouverts en 1874 par la Société de construction des Batignolles.
La ligne entre les gares de Pons et de Saujon est mise en service le 28 août 1875 par la Compagnie du chemin de fer de la Seudre, lorsqu'elle ouvre à l'exploitation sa ligne de Pons à Royan. En 1877, la section de Pons à Saujon, incluse dans la ligne de Pons à Royan, dessert Jazennes-Tanzac, Gémozac, Saint-André-de-Lidon, Cozes et la Traverserie.

### Chemin de fer d'intérêt général
Par une convention signée le 3 avril 1880 entre le ministre des Travaux publics et la Compagnie du chemin de fer de la Seudre, l'État rachète la ligne de Pons à la Tremblade et son embranchement sur Royan. Cette convention est approuvée par une loi le 27 juillet 1880 qui reclasse l'ensemble dans le réseau d'intérêt général. 
Par un décret du 30 novembre suivant, la ligne est intégrée dans le réseau des chemins de fer de l'État à compter du 1er janvier 1881. Les trains les plus rapides mettent alors Royan à sept heures de Paris, ce qui permet à la station balnéaire de devenir le rendez-vous du « tout Paris » et de connaitre une expansion et un succès grandissants.
Le 14 août 1910, un train assurant la liaison Bordeaux - Royan et transportant environ 1 100 voyageurs, percute un train de marchandises qui était garé à l'intersection de deux voies en gare de Saujon. L'accident fait 38 morts et 80 blessés.
À partir du 1er juillet 1912, la ligne est concurrencée par l'ouverture de la ligne directe à double voie de Saintes à Royan.
Le trafic voyageurs est fermé le 15 mai 1939.
Le trafic fret est fermé entre les gares de Pons et de Gémozac le 26 septembre 1976 et la ligne est ensuite déferrée sur ce tronçon[réf. nécessaire]. Un faible trafic de fret subsiste jusqu'en 2004 entre Saujon et Gémozac[réf. nécessaire].

## Exploitation touristique

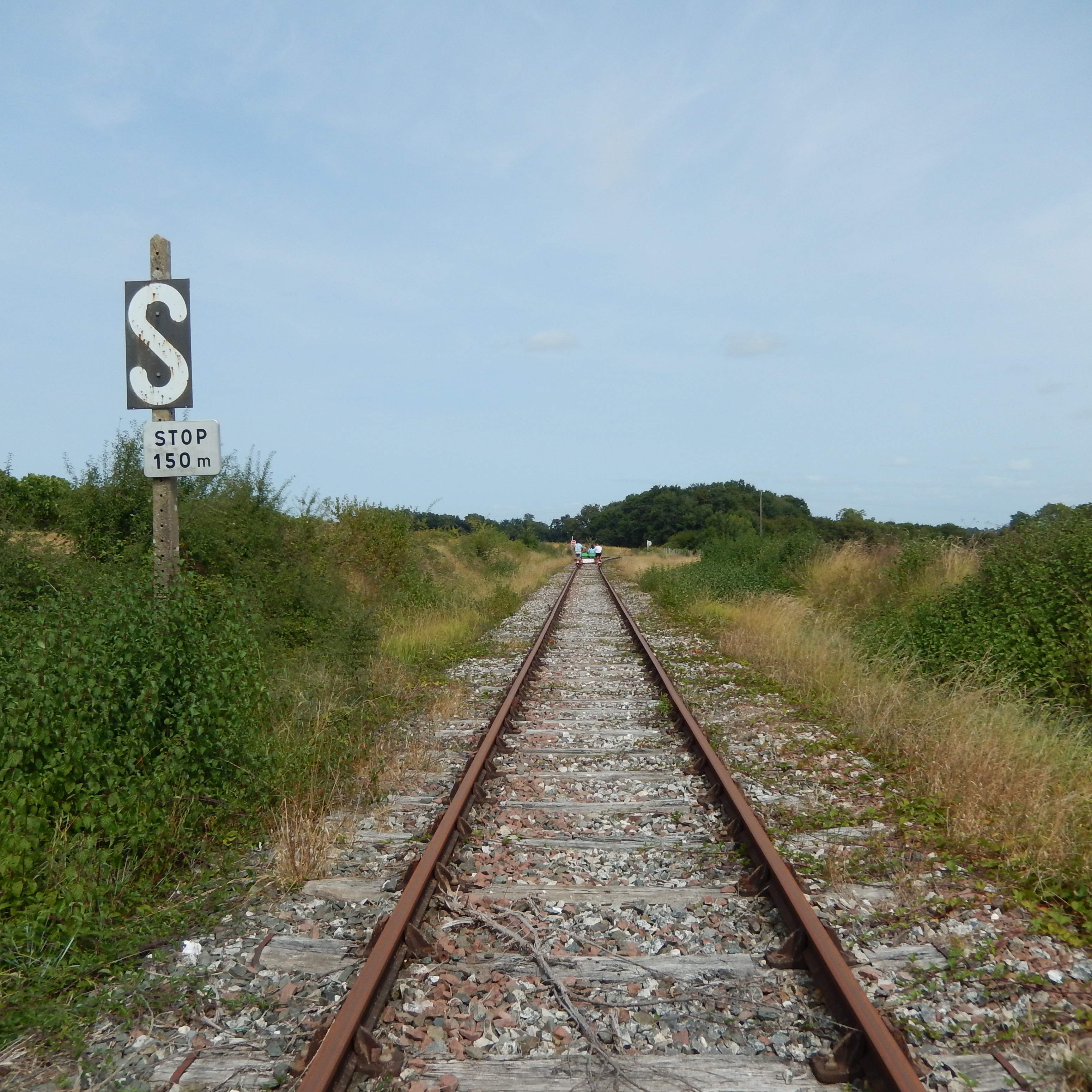
La ligne de Pons à Saujon, entre Cozes et Saint-André-de-Lidon, fin août 2018.

En 2009, un vélo-rail est créé sur la ligne, il utilise le tronçon entre les gares de Saint-André-de-Lidon et de Cozes.